# Aéroport international d'Arak

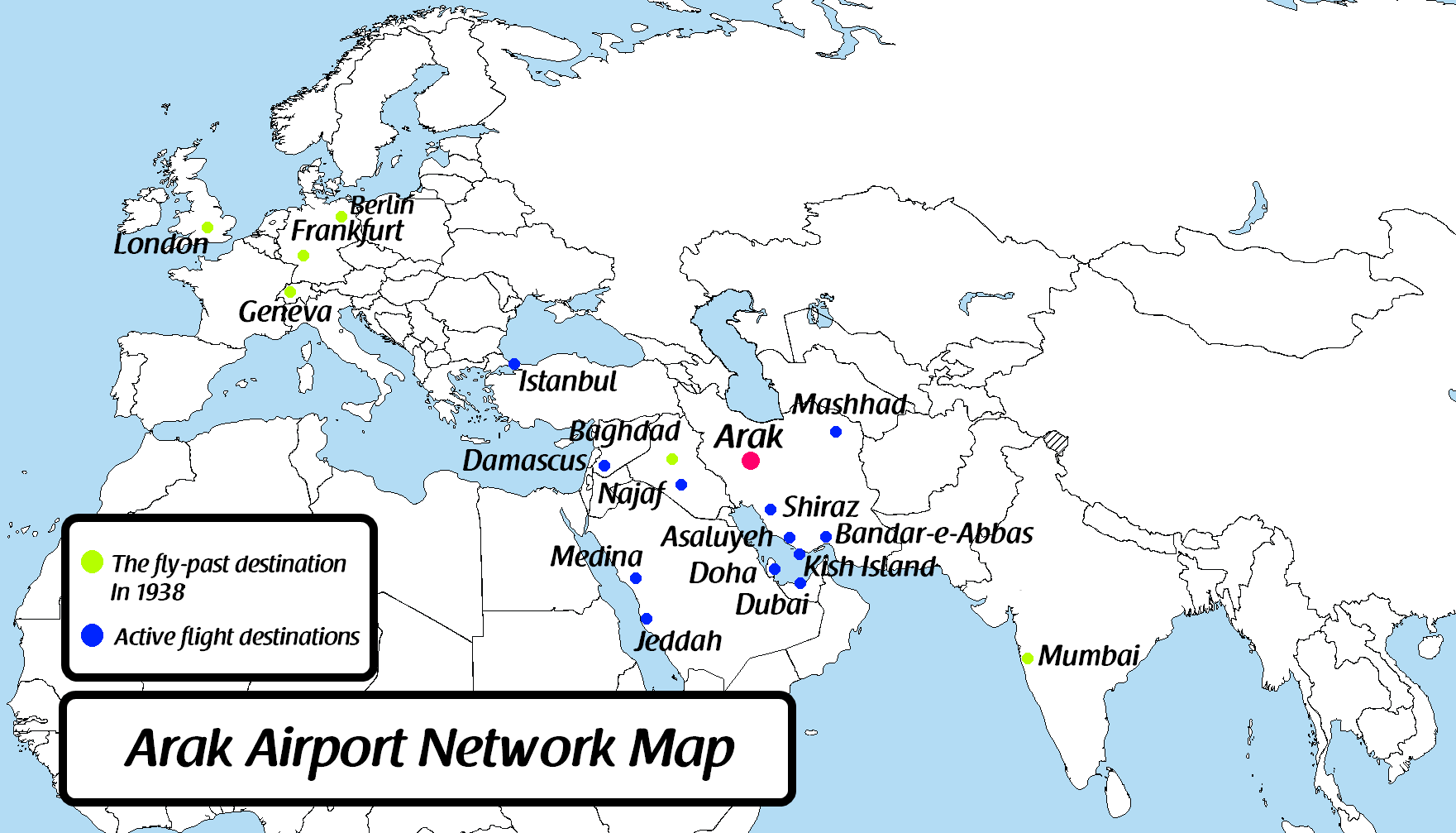
Carte du réseau de 1938 à 1979

LAéroport international d'Arak est un aéroport à Arak, en Iran (code IATA : AJK • code OACI : OIHR).Cet aéroport dessert la capitale de la province de Markazi. Cet aéroport est l'un des plus anciens aéroports en Iran, qui a été inauguré en 1938.

## Histoire
Cet aéroport a été créé en 1938 par les Anglais.
Le dimanche 9 juin 2013, Mahmoud Ahmadinejad, Président de l'Iran, a officiellement inauguré une nouvelle piste sur l'aéroport d'Arak. La longueur de la piste de 3 700 mètres et une largeur de plus de 75 mètres permet le décollage et l'atterrissage de la plupart des modèles d'aéronefs.

## Compagnies et destinations
| Compagnies           | Destinations                            |
| -------------------- | --------------------------------------- |
| ATA Airlines (Iran)  | Bagdad, Nadjaf                          |
| Iran Aseman Airlines | Golfe Persique, Mechhed-Shahid H. Nejad |
| Zagros Airlines      | Bagdad, Nadjaf                          |